# Brezovica, Šmarješke Toplice
Brezovica este o localitate din comuna Šmarješke Toplice, Slovenia, cu o populație de 186 de locuitori.